# Eşmeçayır, Sarıkamış
Eşmeçayır là một xã thuộc huyện Sarıkamış, tỉnh Kars, Thổ Nhĩ Kỳ. Dân số thời điểm năm 2010 là 1253 người.